# Eleutherodactylus ligiae
Eleutherodactylus ligiae es una especie de anfibio anuro de la familia Eleutherodactylidae.

## Distribución geográfica
Esta especie es endémica de la provincia de Pedernales en la República Dominicana. Se encuentra en la Sierra de Bahoruco.

## Descripción
Los 11 especímenes machos adultos observados en la descripción original miden de 22 a 27 mm de longitud estándar.

## Etimología
Esta especie lleva el nombre en honor a Ligia Amada Melo de Cardona.

## Publicación original
- Incháustegui, Díaz & Marte, 2015: Dos especies nuevas de ranas del género Eleutherodactylus (Amphibia: Anura: Eleutherodactylidae) de La Hispaniola. Solenodon, Revista Cubana de Taxonomía Zoológica, vol. 12, p. 136–149[2]